# Jasper Harris
Jasper Lee Harris es un productor musical y compositor estadounidense. Ha trabajado con artistas como Kendrick Lamar, Lil Nas X, Doja Cat, Post Malone o Camila Cabello, y recibido varias nominaciones en los premios Grammy por sus trabajos.

## Biografía
Harris es originario de Los Ángeles, California. Asistió a la Tisch School of the Arts de la Universidad de Nueva York. Mientras era estudiante, Harris conoció al equipo de producción y composición Take a Daytrip y comenzó a trabajar para ellos como asistente de estudio. Más tarde abandonó la universidad y regresó a Los Ángeles y dedicó todo su tiempo a su carrera musical.
En 2019, Harris coescribió la canción «Vibez» para el rapero DaBaby.
Como coproductor y compositor de «Family Ties» de Baby Keem y Kendrick Lamar, Harris fue nominado a un premio Grammy a la mejor canción de rap.
Harris coprodujo el sencillo de Jack Harlow de 2022, «First Class», que fue número uno tanto en el Billboard Hot 100 como en el Top 40. Fue nominado a un premio Grammy en 2022 por producir y componer la canción «Montero» de Lil Nas X.   El mismo año, Harris coprodujo «I Like You " de Doja Cat y Post Malone, que fue número uno en el Top 40 y nominado al premio Grammy 2022 a Mejor interpretación de dúo/grupo pop.
En 2023, Harris coescribió y produjo el sencillo «Greedy» del artista canadiense Tate McRae, que fue número uno en el Top 40 y Billboard Global 200.
Trabajó con Kanye West y Ty Dolla Sign en su álbum colaborativo «Vultures 1» (2024), como productor en su canción principal «Vultures», junto a Ambezza, Gustave Rudman Rambali, Jae Deal, Marlonwiththeglasses también conocido como Chordz, Ojivolta, Prodbyjuice y Wheezy.[cita requerida]
Junto con El Guincho, Harris coescribió y produjo un álbum para Camila Cabello titulado «C,XOXO»; el primer sencillo del álbum, «I Luv It», fue lanzado en marzo de 2024.